# Anomis auragoides
Anomis auragoides là một loài bướm đêm trong họ Erebidae.